# Álex Calatrava
Alex Patricio Calatrava (Colônia, 14 de junho de 1973) é um ex-tenista profissional espanhol.
Ele é sobrinho do arquiteto Santiago Calatrava.